# Max More
Max More, né en janvier 1964, est un philosophe anglais spécialisé dans le transhumanisme. Futurologue, il écrit, parle et consulte sur la prise de décision avancée concernant les technologies émergentes.
Né sous le nom de Max T. O'Connor, son nom est légalement modifié en 1990. Il choisit de se faire appeler Max More, « more » en anglais signifiant « + », « augmenté », au regard de ces idées transhumanistes. Le « + » est en effet un symbole important des mouvements transhumanistes, le plus connu étant le « H+ ».
Il se marie en 1996 avec Natasha Vita-More, autre transhumaniste influente. Le couple collabore étroitement à la recherche transhumaniste et à la recherche sur l'allongement de la durée de vie.
Fondateur de l'Extropy Institute, Max More a écrit de nombreux articles sur la philosophie du transhumanisme et plus particulièrement sur sa branche extropianiste, notamment en publiant les Principes d'Extropiens. Dans un essai de 1990 intitulé Transhumanism : Toward a Futurist Philosophy, il introduit le terme « transhumanisme » dans son sens moderne.